# 山下真保子
山下 真保子（やました まほこ、10月30日 - ）は、元茨城放送のアナウンサー。

## 来歴
神奈川県出身。横浜英和女学院高等学校、成城大学卒業。大学在学時にはテレビ朝日アスクに通っていた。
2018年4月に茨城放送に入社し、2022年3月に退社するまで同局のアナウンサーを務めた。
退社した後は気象予報士試験に挑戦し、2024年10月に合格した。

## 担当番組
- HAPPYパンチ![5][6]（2018年4月 - 2022年3月）
- 山下金川のぴーちくぱーちく[10]（2019年2月 - 9月） - 隔週出演
- Music Pick up after Millennium（2000）[11]（2020年9月30日 - ） - 隔週出演
- 今夜はLucky Night〜まほペンウェンズデー〜[12]（2021年3月31日 - 2022年3月23日）
- CONNECT[13]（2021年4月2日 - 2022年3月25日）